# Dantona marginata
Dantona marginata är en fjärilsart som beskrevs av Jones 1914. Dantona marginata ingår i släktet Dantona och familjen nattflyn. Inga underarter finns listade i Catalogue of Life.